# Лосино-Петровский
Лоси́но-Петро́вский (до 1928 года — Петровская подгородная слобода) — город областного подчинения в Московской области России.
Расположен в 24 км к северо-востоку от Москвы, на правом берегу реки Клязьмы, в месте впадения в неё реки Воря, в 3 км от железнодорожной станции Монино. Население города — 29 143 чел. (2024). Вместе с 17 населёнными пунктами образует городской округ Лосино-Петровский.

## Название
Прилагательное Лосиный, входящее в состав названия города Лосино-Петровский, связано с лосем, но не напрямую, а через род одежды, пошиваемой из кожи данного животного — лосины. Пошив лосин для обмундирования российской армии являлся изначальным родом занятий жителей поселения со времён Петра I (что отражает вторая часть составного названия — Петровский).

## История
В 1708 году на месте современного города по распоряжению Ингерманландской дворцовой канцелярии основана казённая кожевенная Лосиная мануфактура для производства амуниции русской армии. При мануфактуре были построены 15 домов для цеховых рабочих и их семей. В 1709 году Лосиная казённая мануфактура выпустила 4 тысячи кож для нужд русской армии нового строя.
Место было выбрано Ингерманландской канцелярией вблизи дворцового села Никольское-Собакино на правом берегу реки Клязьмы при впадении в неё реки Воря, где и возникло рабочее поселение Лосиного завода на казённых землях Измайловской волости. Поселение при Лосином заводе росло и развивалось и слилось с селом Никольское, которое утратило своё название. Возникшее рабочее поселение имело официальное название — Петровская подгородная слобода.
В краеведческом музее города хранится документ — репортаж из газеты «Московские ведомости» № 24 от 21 октября 1822 года под названием «Освящение церкви в Петровской слободе 14-15 сентября 1822 года». Также в журнале № 1 «Богородский край» размещён Справочник описания заводов и фабрик в Богородском уезде Московской губернии, составленный А. П. Шрамченко за 1890 год. На странице 11 имеется запись:
— «Лосиный завод, Общества мещан Петровской подгородной слободы».
Лосиный завод и Петровская подгородная слобода Богородского уезда дали название Лосино-Петровский сначала рабочему посёлку, а затем городу.
В середине XIX века вокруг Петровской подгородной слободы появилось несколько крупных текстильных фабрик, основанных Василием Сергеевичем Шишовым и Александром Петровичем Беловым и сформировался центр текстильной промышленности.
После Октябрьской революции (1917) фабрики Шишова и Белова были национализированы и объединены в одно мощное текстильное производство, градообразующий Монинский ордена Ленина камвольный комбинат. На котором трудилось до 9 тысяч жителей Лосино-Петровского.
В 1920 году была проведена перепись Петровской подгородной слободы, в которой проживало 1276 человек. Числилось 135 владений, 365 жилых квартир, из которых 8 пустующих. В 1921 году Исполнительный Комитет Советской Власти официально именуется Лосино-Петровским Советом. Председатель Лосино-Петровского Исполкома П. Н. Медников.
В 1928 году Петровская подгородная слобода в результате проведения реформы административно-территориальных образований преобразована в рабочий посёлок, который получил официальное название Лосино-Петровский.
Указом Президиума Верховного Совета РСФСР от 12 июля 1951 года № 751/9, в День святых первоверховных апостолов Петра и Павла, рабочий поселок Лосино-Петровский получил статус города районного подчинения.. 12 июля 1951 года является юридической датой образования города Лосино-Петровского.
11 июля 1996 года город Лосино-Петровский получил статус города областного подчинения и был выведен из состава Щёлковского района. 1 февраля 2001 года Законом Московской области от 17 января 2001 года Лосино-Петровский утратил статус города областного подчинения и возвращён в состав Щёлковского района.
В 2002 году в состав города включена деревня Си́тьково.
В 2004 году город сформировал городской округ Лосино-Петровский, состоявший из одного населённого пункта, который не входил в состав Щёлковского муниципального района.
В 2009 году Лосино-Петровский вновь получил статус города областного подчинения.
В 2018 году городу были переподчинены все населённые пункты упразднённых городского поселения Свердловский и сельского поселения Анискинское Щёлковского муниципального района, которые были включены в городской округ Лосино-Петровский.

## Население
| 1926    | 1931    | 1939    | 1959    | 1967    | 1970    | 1979    |
| ------- | ------- | ------- | ------- | ------- | ------- | ------- |
| 2600    | ↗3600   | ↗8454   | ↗16 688 | ↗20 000 | ↗21 978 | ↘21 964 |
| 1989    | 1992    | 1996    | 1998    | 2001    | 2002    | 2003    |
| ↗22 906 | ↘22 500 | ↘21 400 | ↘21 200 | ↘20 800 | ↗22 324 | ↘22 300 |
| 2005    | 2006    | 2007    | 2009    | 2010    | 2011    | 2012    |
| →22 300 | ↘22 200 | →22 200 | ↗22 315 | ↗22 550 | ↗22 600 | ↗23 182 |
| 2013    | 2014    | 2015    | 2016    | 2017    | 2018    | 2019    |
| ↗23 694 | ↗24 290 | ↗24 726 | ↗25 266 | ↗25 370 | ↗25 424 | ↘25 317 |
| 2020    | 2021    | 2023    | 2024    |         |         |         |
| ↗25 404 | ↗29 000 | ↗29 264 | ↘29 143 |         |         |         |

На 1 января 2025 года по численности населения город находился на 496-м месте из 1124 городов Российской Федерации.

## Местное самоуправление
В ходе реализации Федерального закона «Об общих принципах организации местного самоуправления в Российской Федерации» (№ 131-ФЗ от 6 октября 2003 года) в Московской области были созданы муниципальные образования. В состав муниципального образования городской округ Лосино-Петровский вошёл 1 населённый пункт — город Лосино-Петровский.
Законом от 23 мая 2018 года городское поселение Свердловский и сельское поселение Анискинское Щёлковского муниципального района c 5 июня 2018 года упраздняются и входят в городской округ Лосино-Петровский.

### Органы власти
Органами местного самоуправления города (городского округа) являются:
- Совет депутатов городского округа — выборный представительный орган местного самоуправления. В его состав входят 25 депутатов, избираемых сроком на 4 года[34].
- Глава городского округа, который избирается Советом депутатов городского округа Лосино-Петровский сроком на 5 лет[35].
- Администрация городского округа — исполнительно-распорядительный орган местного самоуправления[36]. Главой администрации является глава городского округа[36].
- Избирательная комиссия городского округа — комиссия, которая организует подготовку и проведение муниципальных выборов и референдумов[37]. Формируется Советом депутатов, состоит из 8 человек[37].

Главами городского округа Лосино-Петровский с 1996 года избирались: — Куликова Людмила Николаевна, Ерастов Юрий Владимирович, Липатёнков Вячеслав Борисович, Вихарев Андрей Геннадьевич, Фетюков Олег Валерьевич, Курданин Иван Юрьевич. С 2022 года главой городского округа является Джеглав Сергей Николаевич.

## Транспорт
В городе функционируют автобусы и маршрутные такси. 

362 ст. Монино-Лосино-Петровский (Гастроном) — Москва (м. Щёлковская) автобус

506 Лосино-Петровский (Гастроном) — Москва (м. Щёлковская) маршрутное такси 

886 Лосино-Петровский (Рынок) — Москва (м. Перово) маршрутное такси
26 Щёлково (мкр-н Заречный) — ст. Монино

30 Лосино-Петровский (Фабрика № 2) — Монино

Среднее время пути на автобусе, маршрутном такси до г. Москва (м. Щёлковская) составляет 40 минут.

В 3 километрах от города расположена железнодорожная станция Монино Ярославского направления МЖД.
 Время движения электропоездов от Ярославского вокзала — около 1 часа для экспрессов и 1 часа 15 минут для следующих со всеми остановками, от станции Фрязево — около 25 минут.

## Экономика
Промышленность многоотраслевая. Крупнейшее предприятие — Монинский камвольный комбинат (построен в 1929 году) — в настоящее время по своему прямому назначению не функционирует. Есть также шёлкоткацкая фабрика. В городе работают средние и малые частные предприятия, шёлкоткацкая фабрика, супермаркеты, банный комплекс, медицинский центр. В прошлом работала птицефабрика.
В настоящее время в городском округе Лосино-Петровский отсутствуют градообразующие предприятия, которыми в своё время были Монинский камвольный комбинат и фабрика первичной обработки шерсти. Все эти предприятия приватизированы, помещения их сдаются в аренду под средние и малые частные предприятия, зарегистрированные в Москве. Работают на этих фирмах в основном граждане СНГ. В результате — нехватка рабочих мест в городе, три четверти трудоспособного населения вынуждены ездить на работу в столицу.

## Достопримечательности
- В городе установлены:
  - памятник Петру I;
  - памятник святителю Николаю Чудотворцу;
  - мемориал павшим защитникам Отечества;
  - памятник в честь погибших во время ВОВ.

- К востоку от города расположена небольшая усадьба Глинки, где жил на покое фельдмаршал Я. В. Брюс, один из сподвижников Петра I.

- В Лосино-Петровском имеется три прихода Русской православной церкви, относящихся к Лосино-Петровскому церковному благочинническому округу Московской епархии с действующими церквями:[40] Скорбященская (1819), Троицкая (1822), Никольская (1822).

- Церковь «Всех Скорбящих Радость»
- Троицкая церковь
- Никольская церковь
- Церковь иконы Божией Матери «Всех Скорбящих Радость» с высоты птичьего полёта